# Santosse
Santosse ist eine französische Gemeinde mit 60 Einwohnern (Stand: 1. Januar 2022) im Département Côte-d’Or in der Region Bourgogne-Franche-Comté. Sie gehört zum Arrondissement Beaune und zum Kanton Arnay-le-Duc. 
Sie grenzt: 
- im Norden an Ivry-en-Montagne,
- im Osten an Baubigny,
- im Südosten an La Rochepot,
- im Süden an Cormot-Vauchignon mit Vauchignon und Cormot-le-Grand,
- im Südwesten an Aubigny-la-Ronce,
- im Westen an Molinot.

## Bevölkerungsentwicklung
| Jahr                       | 1962 | 1968 | 1975 | 1982 | 1990 | 1999 | 2008 | 2015 |
| -------------------------- | ---- | ---- | ---- | ---- | ---- | ---- | ---- | ---- |
| Einwohner                  | 70   | 69   | 54   | 39   | 42   | 38   | 47   | 55   |
| Quellen: Cassini und INSEE |      |      |      |      |      |      |      |      |

## Sehenswürdigkeiten

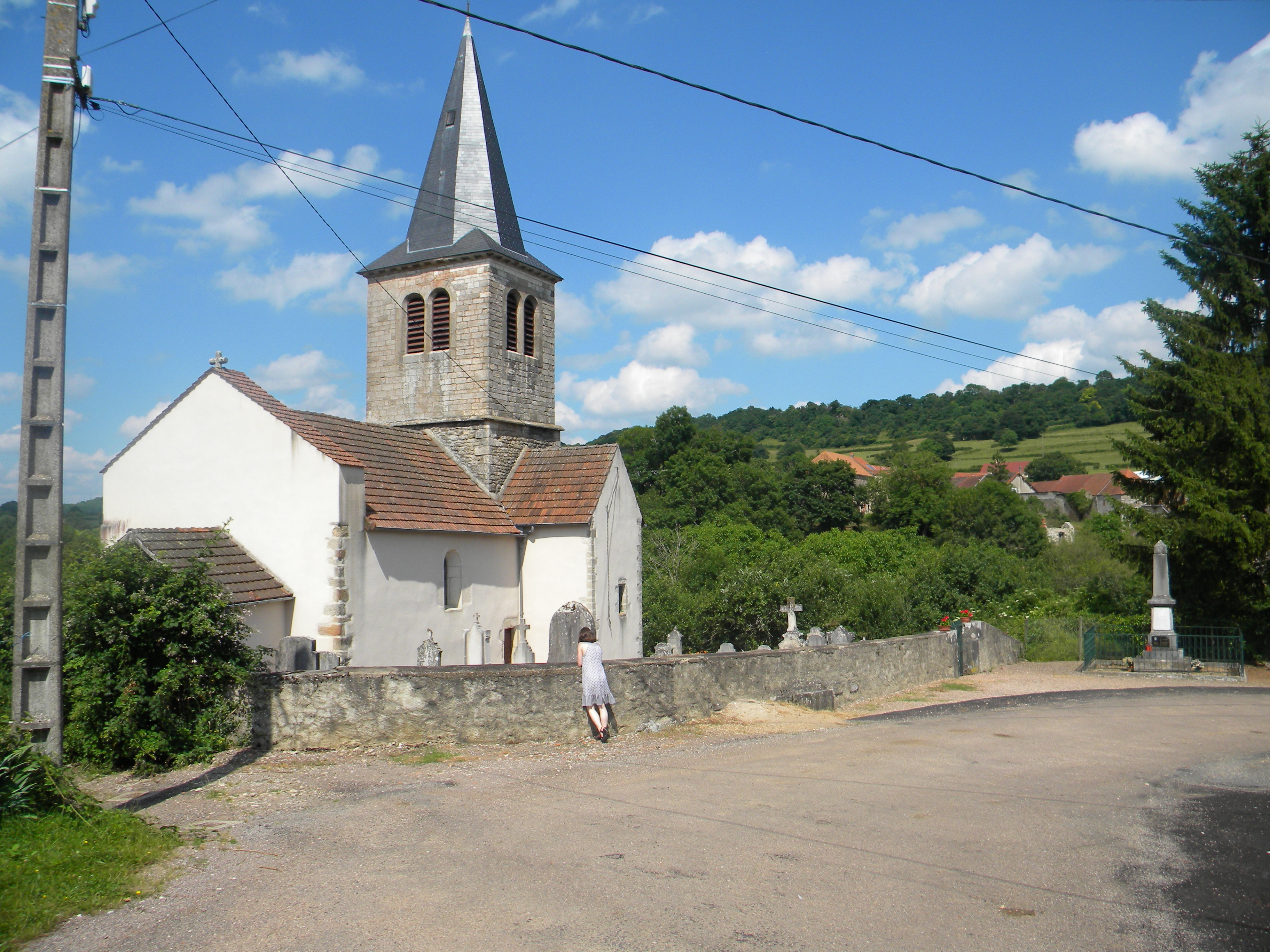
Kirche Saint-Germain-d’Auxerre

- Kirche Saint-Germain-d’Auxerre